# زحك بايين (تشكدان)
زحك بايين (بالفارسية: زحک پایین) هي قرية تقع في إيران في هرمزغان. يقدر عدد سكانها بـ 70 نسمة بحسب إحصاء 2016.